# Богословська група залізорудних родовищ
Богословська група залізорудних родовищ — розташована в Свердловській обл. РФ, на сх. схилі Півн. Уралу.

## Характеристика
Включає Піщанське (найбільше), Ауербахське (відпрацьоване), Покровське скарнові родовища магнетитових руд.
Запаси руди — бл. 160 млн т. Вміст заліза в рудах 49 %. Присутні також сірка, мідь, кобальт. Оруднення представлене тілами складної форми товщиною 5-120 м на глибині до 900 м.

## Технологія розробки
Розробляється підземним способом. Руда легко збагачується магнітною сепарацією.